# Carola Lorenzini
Carolina (Carola) Elena Lorenzini (15 tháng 8 năm 1889 - 23 tháng 11 năm 1941) là một phi công người Argentina tiên phong.

## Cuộc sống
Lorenzini được sinh ra ở Buenos Aires, Argentina, thứ bảy trong số tám đứa trẻ. Bà đã làm việc như một người đánh máy tại Công ty Unión Telefónica, và rất thích tham gia các môn thể thao như chèo thuyền, lao, thể thao và khúc côn cầu. Năm 1933, bàbắt đầu học bay tại Aeroclub de Morón. Các bài học rất tốn kém, và bà phải sử dụng tất cả tiền tiết kiệm của mình, và bán xe đạp và bách khoa toàn thư của bà, để trả tiền. Vào tháng 3 năm 1935, bà đã lấy bằng lái của phi công. Cùng năm đó, bà đã phá vỡ kỷ lục Nam Mỹ cho độ cao, bay tới 5.700 mét. Bà cũng tham gia và giành được một số cuộc đua bay, và trở nên quan tâm đến thể dục nhịp điệu cao, đăng ký một khóa học về chủ đề này. Bà trở nên nổi tiếng với kỹ năng của mình trong việc thực hiện vòng lặp ngược, một thủ đoạn tiên tiến mà chỉ có một phi công khác, hướng dẫn viên của bà Santiago Germanó, đã có thể thực hiện.
Từ năm 1938 đến năm 1940, Lorenzini đã tham gia vào một nhiệm vụ thăm dò không khí để bay tất cả 14 tỉnh của Argentina và thực hiện các bản đồ trên không cho các chuyến bay vận chuyển và thư. Bà đã bay đến mọi thị trấn và thành phố trong cả nước, chú thích các bản đồ khi bà đi du lịch. Kết quả là, bà trở nên nổi tiếng toàn quốc; vào năm 1939, tạp chí Vosotras đặt tên Lorenzini là một trong tám phụ nữ của Argentina trong năm, vào năm 1940, bà xuất hiện trên bìa tạp chí El Grafico.
Vào ngày 23 tháng 11 năm 1941, Lorenzini mất quyền kiểm soát chiếc máy bay của mình, một chiếc Focke-Wulf, trong khi tiến hành vòng đảo ngược nổi tiếng của mình, và bị rơi. Bà đã chết ngay lập tức. Vụ tai nạn xảy ra ở Morón trong một cuộc triển lãm thể dục nhịp điệu cho một nhóm khách du lịch đến từ các phi công người Uruguay Sau đó, Lorenzini đã bay một chiếc máy bay mà bà không quen thuộc và bà đã vô cùng tức giận vào ngày diễn ra triển lãm do vấn đề liên tục với ban tổ chức sự kiện.
Năm 2001, bưu điện Argentina đã phát hành một con tem bưu chính mang hình ảnh và tên của Lorenzini.